# Lampert von Praunheim-Sachsenhausen
Lampert (Lamprecht) von Praunheim-Sachsenhausen (* um 1380; † 12. Juni 1449) aus der Familie der Herren von Praunheim war seit 1400 Abt der Reichsabtei St. Maximin in Trier.

## Herkunft
Lampert gehörte dem Familienzweig der Reichsschultheißen der Familie von Praunheim-Sachsenhausen an, der seit dem Ende des 12. Jahrhunderts eine Reihe von Reichschultheißen der Reichsstadt Frankfurt am Main stellte, so zuletzt auch der Vater von Lampert, Rudolf III. von Praunheim. Seine Mutter war Irmel von Erligheim.

## Kleriker
Lampert trat im Jahre 1399 in die Benediktiner-Abtei St. Maximin in Trier ein. Dies wurde durch seinen Onkel, Friedrich I. von Praunheim-Sachsenhausen, vermittelt, der ein führender Beamter in Kurtrier war. Bereits im Jahr 1411 wurde Lampert nach dem Tod des Abtes Rorich von Eppelborn in strittiger Wahl zu dessen Nachfolger bestimmt – ebenso wie Heinrich von Sayn und Heinrich Musil. Die Gegenpäpste der Zeit, Gregor XII., Benedikt XIII. und Johannes XXIII. unterstützten je einen der drei Gewählten und bestätigten jeweils die Wahl, letzterer die Lamperts. Der hatte mit einem kräftigen Geldgeschenk an die päpstliche Kasse nachgeholfen. Auch seiner Gegner entledigte sich Lampert einige Jahre später auf diese Weise: Er übernahm deren Schulden und setzte ihnen Leibrenten aus. So konnte er bis zu seinem Tod 1449 ungestört Abt bleiben. Er ist in der Kirche von St. Maximin begraben. Eventuell hatte er einen (illegitimen) Sohn, Johannes, der mit einer Trierer Bürgerstochter verheiratet war.